# Nemrut
Nemrut ili Nemrud (turski: Nemrut Dağı, armenski: Նեմռութ սար) je 2.134 metra visoka planina u jugoistočnoj Turskoj, 40 km sjeverno od grada Kahta, blizu Adıyamana. Nemrut je najpoznatiji po arheološkim ostacima velikog broja skulptura u blizini njezina vrha za koje se vjeruje kako su ostaci kraljevske grobnice Antioha I. Komagenskog iz 1. stoljeća pr. Kr. Zbog toga je upisana na UNESCO-ov popis mjesta svjetske baštine u Aziji i Oceaniji 1987. godine. 

## Povijest
Nakon propasti Seleukidskog Carstva, koje su uništili Rimljani 189. pr. Kr. u Bitci kod Magnezije, jedna od njegovih nasljednica bilo je kraljevstvo Komagena koje se prostiralo od planine Taurus do Eufrata. Kako je u ovom kraljevstvu stanovalo iznimno različito stanovništvo, od 62. do 38. pr. Kr., kralj Antioh I. je proveo ambiciozan vjerski program koji je uključivao kult grčkih i perzijskih bogova, ali i Antiohove obitelji. To je vjerojatno bio pokušaj ujedinjenja multietničkog kraljevstva kako bi osigurao dinastiju svoje obitelji.
Antioh je propagirao ovaj kult sreće i spasa, a njegovo središnje mjesto je bilo svetište na vrhu Nemruta sa svojim kolosalnim skulpturama. Iako kult bio kratkoga vijeka, mnogi su Antiohovi nasljednici podigli svoje grobnice u njegovoj blizini.
Danas je svetište turistička atrakcija koja privlači posjetitelje isključivo u ljetnim mjesecima. Obližnji grad Adıyaman je njegovo prometno središte od kojega postoje čak i turističke ture helikopterom na lokalitet svetišta.

## Odlike
God. 62. pr. Kr., kralj Antioh I. Komagenski je na vrhu planine Nemrut podigao grobno svetište uokvireno s kolosalnim skulpturama visine oko 8-9 metara koje su predstavljale njega, dva lava, dva orla i razne grčke, armenske i perzijske bogove, poput Herkula-Vahagna, Zeusa-Aramazda (perzijski Ahura Mazda), Tihe i 
Apolona-Mitre. Skulpture su bile u sjedećem položaju, a njihova imena su bila uklesana u njihova postolja. Glave su im naposljetku odvojene od tijela, najvjerojatnije tijekom kršćanskog ikonoklazma, i danas leže razbacane po cijelom lokalitetu. Još jedan čimbenik koji ubrzava uništenje skulptura je činjenica da skulpture svake godine provedu pola godine zatrpane snijegom.
Tu se nalazio i friz, od kojeg su ostale samo poneke table, a koji je prikazivao Antiohove pretke koji su ga povezivali i s Grcima i Perzijancima. Slični prikazi predaka se mogu vidjeti i na kružnom tumulu u Nemrutu koji je visok 49 i promjera 152 metra. Skulpture imaju helenizirana lica, ali perzijske odore i frizure.
Na zapadnoj terasi nalazi se velika ploča s lavom i rasporedom planeta Jupitera, Merkura i Marsa kakav je bio 7. rujna 62. pr. Kr. Vjerojatno pokazatalj datuma početka izgradnje hrama.
Istočni dio je dobro sačuvan, a sastoji se od nekoliko slojeva kamenja i ostatka zidom ograđenog puta koji je vodio od podnožja planine, a povezivao je istočne i šapadne terase.
Njegova funkcija nije potpuno poznata, ali se prema astronomskim i vjerskim odlikama može pretpostaviti kako je imao vjersku i ceromonijalnu svrhu. Ovakav razmještaj skulptura je poznata kao hijerotezija, a sličan raspored se može pronaći u Nimfejonu u Arsameiji Antiohovog oca, Mitridata I.

## Vanjske poveznice
- Nacionalni park planine Nemrut (engl.)
- Martha Goell Lubell, "Kraljica planine"  Arhivirana inačica izvorne stranice od 31. siječnja 2016. (Wayback Machine) - Službena stranica dokumentarca o planini Nemrut iz 2005. god.
- Nemrut (šp.)